# Ляочжун
Ляочжу́н (кит. упр. 辽中, пиньинь Liáozhōng) — район городского подчинения города субпровинциального значения Шэньян (КНР). Название в переводе означает «середина Ляо», что можно понимать как то, что он находится в центре провинции Ляонин, так и как то, что он расположен в среднем течении реки Ляохэ.

## История
В 1906 году был образован уезд Ляочжун (辽中县) провинции Фэнтянь (в 1929 году переименованной в Ляонин). На момент образования КНР уезд входил в существовавшую тогда провинцию Ляоси, После её расформирования в 1954 году вошёл в состав новообразованной провинции Ляонин, где был включён в состав Специального района Ляоян (辽阳专区) В 1958 году Специальный район Ляоян был расформирован, и уезд был передан под юрисдикцию властей Шэньяна. В 1964 году был образован Специальный район Шэньян (沈阳专区), и уезд был включён в его состав. В 1968 году уезд вновь был передан под юрисдикцию властей Шэньяна (а сам Специальный район после того, как его органы управления переместились из Шэньяна в Телин, был переименован в Специальный район Телин).
В 2016 году уезд Ляочжун был преобразован в район городского подчинения.

## Административное деление
Район делится на 2 уличных комитетов и 18 посёлков.

## Экономика
В 2024 году в районе открылась Шэньянская зона торгово-экономического сотрудничества между Китаем и Россией (пищевая, деревообрабатывающая и электротехническая промышленность). 